# Мерклінген
Мерклінген (нім. Merklingen) — громада в Німеччині, знаходиться в землі Баден-Вюртемберг. Підпорядковується адміністративному округу Тюбінген. Входить до складу району Альб-Дунай.
Площа — 21,31 км2. Населення становить 2064 ос. (станом на 31 грудня 2020).